# Gayle King
Gayle King, née le 28 décembre à Chevy Chase (Maryland), est une journaliste, animatrice de télévision et autrice américaine. Elle est particulièrement reconnue pour être co-animatrice de l’émission matinale CBS Mornings sur la chaîne CBS et pour son rôle de rédactrice associée du magazine O, The Oprah Magazine, fondé par son amie proche Oprah Winfrey. En 2025, elle est annoncée comme participante à la mission spatiale NS-31 de Blue Origin, un vol suborbital prévu pour le printemps.

## Biographie

### Jeunesse
Gayle King naît à Chevy Chase, Maryland, fille de Peggy Tucker et Emmett Scott King, un ingénieur électricien. En raison du travail de son père, elle passe une partie de son enfance à Ankara, en Turquie, entre 1960 et 1966. De retour aux États-Unis, elle obtient un diplôme en psychologie à l’Université du Maryland à College Park en 1976.

### Carrière
King commence sa carrière dans les médias à Baltimore, à la station WJZ-TV, où elle travaille comme assistante de production et rencontre Oprah Winfrey, alors présentatrice. Elle devient ensuite journaliste et présentatrice à WDAF-TV à Kansas City, puis passe 18 ans comme présentatrice à WFSB, une filiale de CBS à Hartford, Connecticut.
En 1999, elle rejoint O, The Oprah Magazine en tant que rédactrice associée. En 2006, elle lance The Gayle King Show sur XM Satellite Radio, repris brièvement en 2011 sur OWN, le réseau d’Oprah Winfrey. Depuis 2012, elle co-anime CBS This Morning (renommé CBS Mornings en 2021), où elle se distingue par ses interviews de personnalités telles que Barack Obama et Taylor Swift. En 2023, elle co-anime King Charles sur CNN avec Charles Barkley.
Le 27 février, Blue Origin annonce que Gayle King participera à la mission NS-31, un vol suborbital avec un équipage entièrement féminin, incluant Aisha Bowe, Amanda Nguyen, Kerianne Flynn, Katy Perry et Lauren Sánchez. Le 14 avril, elle effectue avec succès ce vol de 11 minutes, dépassant la ligne de Kármán à 100 kilomètres d’altitude et vivant plusieurs minutes d’apesanteur,.

### Vie privée
Gayle King épouse William G. Bumpus en 1982, avec qui elle a deux enfants, Kirby et William Jr. Ils divorcent en 1993. Son amitié avec Oprah Winfrey, médiatisée depuis des décennies, est un aspect notable de sa vie publique.

## Récompenses
- 2018 : Intronisation au Broadcasting & Cable Hall of Fame[1].
- 2019 : Nommée parmi les « 100 personnes les plus influentes » par le magazine Time[7].